# Чармс, Челси
Челси Чармс (англ. Chelsea Charms); род. 7 марта 1976 года) — американская фетиш-модель и стриптизёрша. 
Начала карьеру модели в 2000 году. Снималась для обложек женских журналов, которые специализируются на грудях огромного размера - Score, Buxotica, Big Bust, Hustler Busty Beauties. Прославилась на весь мир благодаря огромному бюсту. От природы у неё был 4-й размер. В 20 лет сделала первую операцию по увеличению, грудь достигла 5-го. После второй операции размер стал 20-м. В результате третьей операции ей поставили полипропиленовые имплантаты. Общая масса грудей составляет — 23,97 килограмма: левая грудь — 12,07 кг, правая грудь — 11,9 кг. Особенность этих имплантатов в том, что они постепенно впитывают воду из организма. В результате этих процессов грудь постоянно увеличивается и достигает огромных размеров. Если регулярно не проводить откачивание жидкости из имплантатов, грудь достигнет размеров, которые будут ужасающими и могут нанести вред здоровью. Из-за огромных грудей у Челси постоянно болит спина, она не может нормально спать, так как огромная грудь давит сверху. Несмотря на огромный размер её груди, официальный рекорд в этой категории принадлежит Макси Маундс.
В настоящее время выступает танцовщицей в ночном клубе, притягивая посетителей необычными размерами своего бюста.